# Коткино
Ко́ткино — село в Заполярном районе Ненецкого автономного округа России. Образует Коткинский сельсовет. Центральная база СПК «Сула».

## География
Расположено на берегу реки Сула впадающей в реку Печора. До города Нарьян-Мар около 110 км

## История
Основано, по одной из версий в 1744 году мезенским мещанином Петром Коткиным, по другой версии Коткино основано в 1825 году первопоселенцем Фёдором, родом с Мезени, и его братом Василием. В селе поныне живут их потомки. Основным занятием жителей в прошлом была перевозка людей и грузов на лошадях. Также жители занимались охотой, рыбалкой, кустарничеством, выращивали овощи.
Исторический центр современного Коткино начал формироваться в 1950-е годы. Его застройка завершилась в 1980-е годы с возведением Дома культуры, кооперативного магазина, новых жилых домов и памятника землякам, павшим в годы Великой Отечественной войны.

## Население
| 2002 | 2010 | 2011 | 2012 | 2013 | 2014 | 2015 | 2016 | 2017 |
| ---- | ---- | ---- | ---- | ---- | ---- | ---- | ---- | ---- |
| 424  | ↘372 | ↗382 | ↘359 | ↘336 | ↘333 | ↘311 | ↘304 | ↗307 |
| 2018 | 2019 | 2020 | 2021 | 2023 |      |      |      |      |
| ↗311 | ↘299 | ↘296 | ↗331 | ↗332 |      |      |      |      |

Численность населения на 1999 год — 496 человек.

## Улицы
- улица Центральная
- улица Школьная
- улица Колхозная
- переулок Лесной
- переулок Новый

## Транспорт
Регулярные авиарейсы два раза в неделю из Нарьян-Мара на вертолёте Ми-8 или самолёте Ан-2. Грузы доставляются по реке Сула в период навигации (2 недели в мае или июне) из города Печора, а также наземным транспортом зимой из Нарьян-Мара.

## Достопримечательности
- Часовня апостола Петра[19].
- Музей истории школы с. Коткино[20].

## Радио
- 102,0 МГц Север FM

## Сотовая связь
Оператор сотовой связи стандарта GSM: МТС.